# Netia Off Camera 2018
11. Edycja Netia OFF CAMERA odbyła się w dniach 27.04-6.05.2018r.

## Gala otwarcia[2]
Szymon Miszczak, Dyrektor Festiwalu, oraz Anna Trzebiatowska, Dyrektor Artystyczna, otworzyli 11. Edycję Netia OFF CAMERA. Na zakończenie gali wystąpiła Reni Jusis, a po jej występie rozpoczęła się prapremiera filmu w reżyserii Armando Iannucciego – „Śmierć Stalina” (2017).

## Konkursy
W Konkursie Głównym „Wytyczanie Drogi” o Krakowską Nagrodę Filmową w wysokości 100 000 USD znalazły się:
- „Wieża. Jasny dzień” (reż. Jagoda Szelc)
- „Cicha noc” (reż. Piotr Domalewski)
- „Unwanted” (reż. Edon Rizvanolle)
- „Lemonade” (reż. Ioan Uricaru)
- „Hva vil folk si” (reż. Iram Haq)
- „The Reports on Sarah and Saleem” (reż. Muayad Alayanto)
- „Love After Love” (reż. Russell Harbaugh)
- „Montana” (reż. Limor Shmila)
- „Retablo” (reż. Alvaro Delgado Aparicio)
- „Revange” (reż. Coralie Fargeat)

W Konkursie Polskich Filmów Fabularnych rywalizujących o nagrodę w wysokości 300.000 PLN znalazły się:
- „Czuwaj” (reż. Robert Gliński)
- „Atak paniki” (reż. Paweł Maślona)
- „Dzikie róże” (reż. Anna Jadowska)
- „Serce miłości” (reż. Łukasz Ronduda)
- „Gotowi na wszystko. Exterminator” (reż. Michał Rogalski)
- „Twarz” (reż. Małgorzata Szumowska)
- „Ptaki śpiewają w Kigali” (reż. Joanna Kos-Krauze i Krzysztof Krauze)
- „Pomiędzy słowami” (reż. Urszula Antoniak)
- „Człowiek z magicznym pudełkiem” (reż. Bodo Kox)
- „Zgoda” (reż. Maciej Sobieszczański)

## Jurorzy
Konkurs Główny „Wytyczanie drogi” rozstrzygnęło jury w składzie: Małgorzata Szumowska, Gina Gershon, Thomas Kretschmann i Mark Adams.
W jury Konkursu Polskiego zasiedli: Geoff Andrew, Dree Hemingway oraz Lucy Bevan.

## Sekcje festiwalu
Wśród sekcji 11. Edycji Netia OFF CAMERA znalazły się: #SEXEDPL – sekcja zainspirowana kampanią #SEXEDPL, zainicjowaną przez Anję Rubik, Amerykańscy Niezależni, Festiwalowe Hity, Nasto Dramy, Panorama, Sport to zdrowie?, Working class hero, Zawód: Artysta, Zemsta jest słodka?

### Pokaz specjalny[5]
W ramach tej sekcji widzowie mieli możliwość obejrzeć „Dług” (reż. Krzysztof Krauze), „Powiększenie” (reż. Michelangelo Antonioni), „Serra Pelada” (reż. Heitor Dhalia). Przedpremierowo widzowie mogli obejrzeć także „Prawdziwą Historię” w reżyserii Romana Polańskiego, który był obecny na 11. Netia OFF CAMERA. Reżyser nie tylko zapowiedział film zgromadzonej w kinie Kijów.Centrum publiczności, ale po seansie, także odpowiedział na pytania.

### Kina plenerowe
W ramach pokazów filmów pod gołym niebem, widzowie mieli możliwość obejrzeć filmy w ramach: Kina nad Wisłą, Kina na barce Nimfa, Kina na Dachu oraz Kina na Placu Szczepańskim.

### Canal+ SerialCon[6]
W ramach Canal+ SerialCon w dniach 01.05-03.05.2018 odbył się cykl wydarzeń, paneli i projekcji. Publiczność spotkała się między innymi z ekipami seriali: „Kruk. Szepty słychać po zmroku” i „Diagnoza”. Fani seriali mogli bezpłatnie uczestniczyć w licznych spotkaniach i panelach dyskusyjnych odbywających się w budynkach MOS i Arteteki, a także w warsztatach z ekspertami. Miały także miejsce serialowe maratony w salach kina ARS. W ramach nocnych maratonów będzie można było zobaczyć m.in. 2 oryginalne produkcje CANAL+ - serial „KRUK. Szepty słychać po zmroku” i drugi sezon „Belfra” – a także duński serial „Ride upon the Storm”, brytyjski „Hard Sun” emitowane na antenie Canal+.

## Wokół festiwalu

### OFF SCENA[7]
Na OFF SCENIE w 2018 roku, która odbywała się w dniach od 28 kwietnia do 5 maja w klubie ZetPeTe, wystąpili: Reni Jusis, City of the Sun, Tumbling Walls, Home$lice, Baasch, So Flow, Lazy Habits, Runforrest, Mark McGowan, Roo Panes, Sonbird, Carnival Youth, Elements, Miro Kepiński, Jeremy Gara, Taśma, BeMy,

### Konkurs Scenariuszowy Script Pro 2018[8]
W Konkursie Scenariuszowym Script Pro 2018 zostało nadesłanych blisko 170 prac. Jury w składzie: Małgorzata Szczepkowska-Kalemba, Małgorzata Jurczak, Michał Komar, Maciej Sobieszczański i Anna Waśniewska-Gill ostatecznie wybrało dziesięcioro finalistów. 2 maja w kinie Kijów.Centrum, podczas uroczystej gali finałowej wręczyli trzy nagrody PISF oraz dwie nagrody specjalne.
„Włast”, którego autorką była Marta Konarzewska został nagrodzony Nagrodą Specjalną Stowarzyszenia Autorów ZAiKS i czekiem w wysokości 10 000 zł oraz Nagrodą Główną PISF w wysokości 20 000 zł.
Druga Nagroda PISF wraz z 12 000 zł została wręczona Bartoszowi Blaschke.
„Pojednanie” Filipa Dzierżawskiego oraz „Miłka” Jakuba Kaprala otrzymały ex aequo Trzecią Nagrodę PISF wraz z czekami, każdy na kwotę 4 000 zł.
Nagroda Specjalna Canal+ wraz z 15 000 zł powędrowała do Joanny Niczyj za scenariusz „Boscy szaleńcy”.

## Gala zamknięcia i nagrody[9]
Galę zamknięcia Festiwalu poprowadzili Magda Miśka-Jackowska oraz Marcin Prokop. Wystąpił na niej XXanaxx, czyli znany duet muzyki elektronicznej. Na gali przyznano następujące nagrody:
Nagroda Rising Star - Eliane Umuhire za rolę w filmie „Ptaki śpiewają w Kigali” autorstwa Krzysztofa Krauze oraz Joanny Kos-Krauze.
Najlepsza Aktorka – Marta Nieradkiewicz za rolę w filmie „Dzikie róże” w reżyserii Anny Jadowskiej.
Najlepszy Aktor – Mateusz Kościukiewicz za rolę w filmie „Twarz” w reżyserii Małgorzaty Szumowskiej.
Nagroda Międzynarodowej Federacji Krytyków Filmowych FIPRESCI została przyznana Piotrowi Domalewskiemu za film „Cicha noc”.
Nagroda Publiczności - „Cicha noc” w reżyserii Piotra Domalewskiego. Nagrodę ufundowała marka 4F.
Nagroda Młodzieżowego Jury Skrytykuj.pl została przyznana „Love After Love” w reżyserii Russella Harbaugha.
Nagrody za najlepszy debiut producencki trafiły do Jana Kwiecińskiego, producenta filmu „Atak paniki" w reż. Pawła Maślony i Małgorzaty Zacharko, producentki filmu „Książę i dybuk" w reż. Elwiry Niewiery i Piotra Rosołowskiego.
W konkursie #63PL organizowanym przez Fundację Off Camera, Muzeum Powstania Warszawskiego i Onet.pl. doceniono Patryka Bańkowskiego, Jagodę Dienwebel, Filipa Tomczaka, Sarę Szymańską i Ewę Skonieczną. Nagroda Onet.pl trafiła z kolei do Natalii Błaszczyk, Oliwii Wróblewskiej i Pauliny Krzysiek.

## Goście[10]
Wśród gości 11. Edycja Netia OFF CAMERA znaleźli się: Roman Polański, Mark Adams, Gina Gershon, Jagoda Szelc, Agnieszka Suchora, Piotr Polak, Paweł Maślona, Marcin Malatyński, Magdalena Lamparska, Jan Kwieciński, Jakub Gierszał, Leszek Bodzak, Andrzej Bukowiecki, Alvaro Delgado Aparicio, Urszula Antoniak, Russel Harbaugh, Elena Rubashevska, Justyna Wasilewska, Maciej Sobieszczański, Michał Rogalski, Jerzy Kapuściński, Zbigniew Domagalski, Piotr Domalewski, Julian Świeżewski, Dree Hemingway, Lucy Bevan, Andrew Geoff, Bodo Kox, Piotr Żurawski, Anna Jadowska, Robert Gliński, Roman Jarosz.